# Love and War
Love and War är det andra studioalbumet av den amerikanska sångaren Tamar Braxton. Skivan släpptes den 3 februari 2013 via Streamline och Epic Records. Albumet blev Braxtons första på tretton år och uppföljare till den självbetitlade debuten Tamar (2000). Efter att första albumet blev en kommersiell flopp tvingades hon lämna sitt dåvarande skivbolag och jobbade därefter sporadiskt på en uppföljare. Under 2000-talet hade Braxton fyra skivkontrakt men inget ledde till något nytt album. Hon tvingades istället att jobba som bakgrundssångare åt sin äldre syster Toni Braxton. Under 2011 fick Tamar Braxton uppmärksamhet i reality TV-serien Braxton Family Values och hon intensifierade arbetet på ett andra studioalbum.
Medan Braxton skrev mycket av textmaterialet till albumet själv, anlitades även en mängd låtskrivare och musikproducenter så som Bryan-Michael Cox, Diplo, The Underdogs och Tricky Stewart. Maken Vincent Herbert och L.A. Reid blev chefsproducenter. Till skillnad från artistens föregående album innehåller skivan inga gästartister, eftersom Herbert och Reid ville att fokus skulle ligga på Braxton. Sångaren valde att namnge skivan Love and War då inspelningen ägde rum under en "tuff" tid i hennes och Herberts äktenskap. Albumet består av R&B, ibland med associationer till 1990-talet.
Love and War marknadsfördes med livespelningar på Made To Love Tour, R&B-sångaren John Legends nationella turné där Braxton var förband. Utgivningen av skivan föregicks av huvudsingeln och titelspåret "Love and War" som blev Braxtons största hit hittills i karriären. Låten nådde topp-tio på Billboards förgreningslista R&B Songs och tillbringade sju veckor som etta på Urban AC-radio. Uppföljaren, "The One", hade liknande framgångar och blev hennes andra topp-tio hit på R&B Songs.
Love and War mottog övervägande positiv kritik från musikrecensenter. Medan många noterade att upptempo-låtarna inte tycktes passa in i den övriga produktionen prisades balladerna och Braxtons sångröst som jämfördes med Mariah Carey och Whitney Houstons. Skivan debuterade på andraplatsen på Billboard med en försäljning på 114 000 exemplar. Detta blev den högsta första veckas försäljning av en kvinnlig R&B-sångare under 2013. Braxton slog även rekord när albumet nådde förstaplatsen på Top R&B/Hip-Hop Albums vilket markerade den längsta tiden från att en artist debuterade på listan tills denne fick sin första listetta.

## Bakgrund

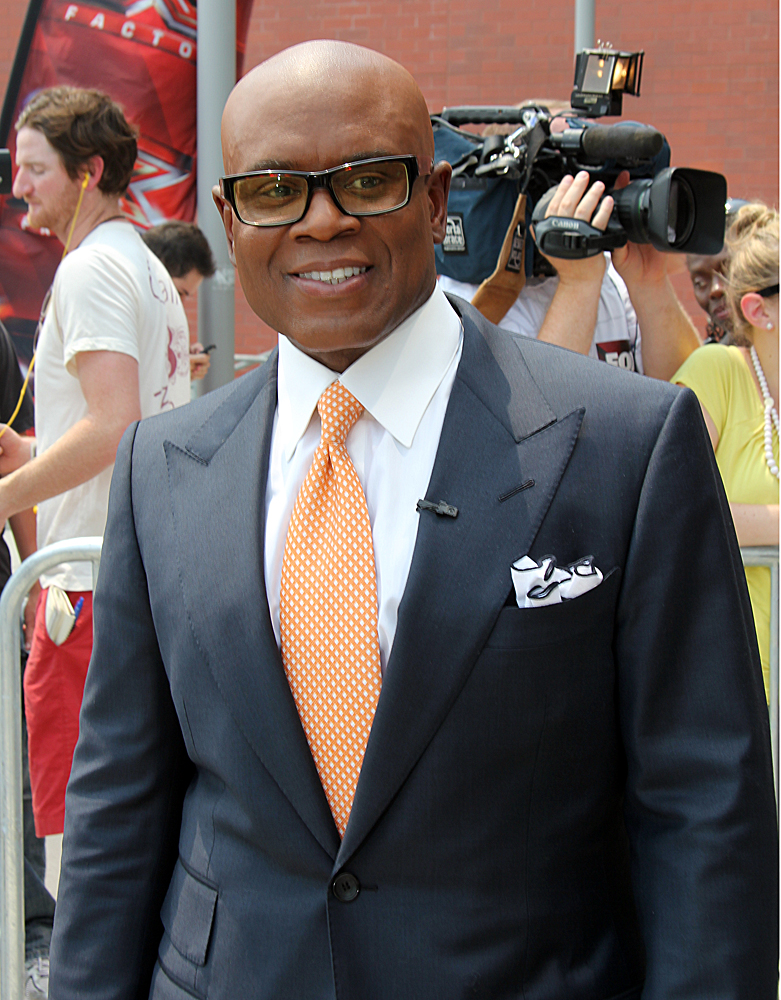
2013 påbörjade Braxton ett samarbete med skivbolagschefen L.A. Reid.

Love and War är Tamar Braxtons andra studioalbum och debut under skivbolaget Streamline Records, ägd av hennes make och manager Vincent Herbert. Braxton gav ut sitt självbetitlade debutalbum via DreamWorks Records den 21 mars 2000. Framgången uteblev när skivan stannade på plats 127 på Billboard 200 och föll ur listan några veckor efter. Huvudsingeln "Get None" blev en topp-sextio notering på Billboards R&B-lista Hot R&B/Hip-Hop Songs. När uppföljaren, balladen "If You Don't Wanna Love Me", misslyckades att ta sig till några högre positioner på topplistorna tvingades sångaren lämna DreamWorks. Efter att ha gått ut skolan (University of Southern California) påbörjade Tamar Braxton arbetet på en uppföljare till debuten. Hon skrev på för Casablanca Records år 2004 och gav ut singeln "I'm Leaving". Låten misslyckades att ta sig in på några singellistor och sångerskan lämnade därefter bolaget.
År 2005 anställdes hon av musikern Prince som sångare till hans band. Hon sjöng även bakgrundssång på sin äldre syster Toni Braxtons studioalbum Snowflakes (2001), More Than a Woman (2002) och Libra (2005). Prince kom att bli Tamar Braxtons mentor och gav henne ett skivkontrakt med Universal Republic. Samarbetet ledde aldrig till något utgivningsdatum och hon fortsatte att jobba som bakgrundssångerska åt Toni Braxton. I en intervju med The Grammy's berättade hon om sina svårigheter med karriären: "Det var väldigt svårt för mig. För det första kändes det som att skivan jag släppte år 2000 var en Tamar-karaoke skiva. Jag fick inte vara mig själv, varken min personlighet eller artistiskt sett. Inga av låtarna var speciella för mig och jag hade inte upplevt särskilt mycket vid tillfället. Jag tror att alla ville ha en 'mini Toni Braxton'. Så det var väldigt svårt att ta sig därifrån, och särskilt tiden efter när jag hade fyra kontrakt och fick sparken från vart enda ett av skivbolagen.".

## Inspelning
"Jag har känt L.A. Reid sen jag var typ tio år gammal. Vi har jobbat ihop förut och han är fantastisk för han förstår sig på mig. Jag behöver inte förklara vad jag vill göra. Han känner till min personlighet och han vet var jag kommer ifrån. Så tillsammans med Vincent, min make, är det inte svårt. Det är en välsignelse, en verkligt välsignad situation." 

Under 2011 fick Tamar Braxton uppmärksamhet genom sin medverkan i Braxton Family Values, en realityserie med de fyra äldre systrarna Toni, Traci, Towanda och Trina. Serien sändes på WEtv och blev kanalens mest sedda program. I september år 2012 skrev hon på för maken Vincent Herberts Streamline Records som ägdes av Interscope Records. Samma år intensifierade Braxton arbetet på sitt album vars inspelning dokumenterades i hennes egen spinoffserie Tamar & Vince. Serien, som hade premiär den 20 september 2012., blev återigen en succé som drog till sig 5,6 miljoner tittare under första säsongen. Den 8 mars 2013 avslöjade Madame Noire att Braxton skrivit på för L.A. Reids Epic Records. I en intervju sa Braxton: "Jag är hos ett nytt hem, Epic Records, och det har varit en fantastisk resa dit. Jag är i en helt otrolig position och känner mig fantastiskt välsignad. Alla förstår min musik och jag behöver inte förklara mitt artisteri för någon. Det känns jätteroligt."
Vid en exklusiv förhandslyssning av skivan i The Jazz Room i New York, avslöjades att Herbert och Reid var chefsproducenter till projektet. Trots att Braxton skrev majoriteten av låtarna själv, anlitades en mängd låtskrivare, däribland Makeba Riddick, Kyle “K2” Stewart och LaShawn Daniels som tidigare jobbat ihop med artister som Whitney Houston, Michael Jackson och Brandy. Braxton återförenades med Tricky Stewart som hon jobbat med i början av sin karriär. Flera sångare bidrog med textmaterial däribland Sevyn Streeter och Kenneth "Babyface" Edmonds. Även hiphop-artisten Yung Berg bidrog med låttext till albumspåret "The One" men han krediterades inte på den slutgiltiga innehållsförteckningen. Till skillnad från artistens föregående album innehåller skivan inga gästartister, eftersom Herbert och Reid ville att fokuset skulle ligga på Braxton. Musikkompositörer som arbetade på projektet var Bryan-Michael Cox, Diplo, The Underdogs och K.E. on the Track.

## Komposition
När Braxton påbörjade arbetet på ett andra album år 2004 skapades ett mera funk- och hiphop-influerat sound. Hon samarbetade med producenterna Kwame och Rochad Holiday och Curtis Wilson från bandet Somethin' for the People. I en intervju år 2005 sa sångerskan; "Den här skivan har mera inslag av R&B/hiphop/funk med Tina Turner-vibbar. Den är samtidigt väldigt melodiös." Efter att ha skrivit på för Interscope Records år 2011 återupptog Braxton arbetet på en uppföljare till Tamar. I en intervju avslöjade Braxtons manager, Vincent Herbert, att "det tog tid" att hitta rätt sound till projektet. Love and War består av R&B med ett "fräscht" sound. I en intervju förklarade Braxton: "Det känns som att det här är den musik jag borde ha gjort. Den speglar min personlighet och var jag är i mitt liv just nu. Den är rolig, upptempo, full med åsikter, självsäker men på samma gång väldigt stilfull." Braxton beskrev albumspåren som "mycket personliga" och de flesta är ballader baserade på hennes äktenskap med Herbert. En sådan låt, "Finally", komponerades av henne själv och beskrevs som en "slow jam". Låten inkluderades aldrig på den slutgiltiga innehållsförteckningen.
I en intervju med Vibe Magazine avslöjade sångaren att hon spelade in en "mängd" låtar till skivan då hon ville att varje spår skulle kunna vara musiksinglar. Hon elaborerade: "Jag ville vara säker på att jag älskade alla albumspåren för jag var inte säker på att jag skulle få en till möjlighet att göra ett album. Jag såg på projektet som min sista måltid. Jag ville att den skulle vara fantastisk och att varje låt skulle kunna vara en singel. Jag vill inte låta för självsäker men jag älskar verkligen den här skivan!"
| ”                              | Jag har jobbat hårt för att den här skivan skulle leva upp till mina egna krav. Tidigare har det känts som att jag försökt leva upp till andra människors krav. Alla ville att jag skulle sjunga som min syster Toni [Braxton]. Men jag är inte samma sorts artist som hon är. | „ |
| – Tamar i en intervju år 2012. | |   |

## Albumtitel och omslag
Skivomslaget för Love and War avslöjades den 5 augusti 2013. På omslaget har sångaren blont hår och en svart läderjacka. Braxton syns posera genom texten på den annars helt rödmålade bilden. Rap-Up beskrev bilden som "rykande het" medan Global Grind skrev: "Livet handlar om 'krig och kärlek' och det låter Tamar oss veta med en häftig pose". Braxton fotograferades av Julian Peploe medan skivhäftets design skapades av JP Robinson och Braxton. I en intervju förklarade Braxton att albumets namn hämtades från huvudsingeln "Love and War": "Titeln 'Love and War' kommer från singeln och den kommer i sin tur från första säsongen av Tamar & Vince. "Vi gick igenom en hel del i vår relation vid tidpunkten så vi bestämde oss för att göra en låt om det." Hon lade till: "Alla har kommit underfund med hur det är att vara förälskad. Men ibland kan kärlek kännas som krig. Det är ett konstant slagfält och alla dagar är inte bra dagar."

## Musik och låttext

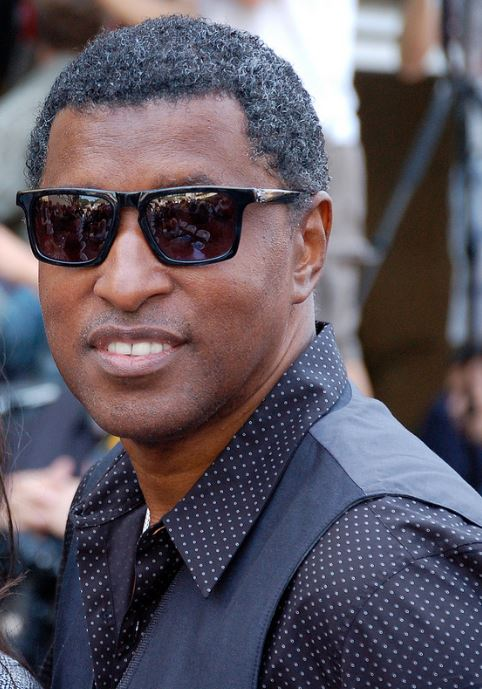
Babyface hjälpte till att skriva albumspåret "Where It Hurts".

Love and War inleds med "The One", skivans andra singel. Låten samplar James Mtumes "Juicy Fruit" (1983) och beskrevs som en "trall-vänlig sommarhit". I refrängen upprepar Braxton "I don't want nobody else/Baby all I need is you" Uppföljaren, "Tip Toe", är en av upptempo-produktionerna på skivan. Den skrevs av Braxton, LaShawn Daniels, Marcos Palacios, Ernest Clark, Priscilla Renea och Ericka J. Coulter och producerades av duon Da Internz. Sångaren varnar sin älskare att han måste "tassa på tårna" för hon vill inte att relationen ska bli upptäckt och diskuterad på The Wendy Williams Show. Den hiphop-influerade låten, som pågår i två minuter och femtiosju sekunder, beskrevs som en "klubb-hymn" med mycket "attityd". Albumets tredje spår är balladen "Stay and Fight" som Braxton beskrev som sin favorit. Låten skrevs av Christopher Stewart, Lindsay Gilbert och Sergio Van Gonter. Musiken skapades av Braxton, Tricky Stewart och Kuk Harrell. I "Stay and Fight" sjunger Braxton att hon vill plocka upp delarna efter en trasig kärleksrelation och göra det bästa av vad som finns kvar. I refrängen sjunger hon: "I wanna stay and fight for you/Fight ’til my heart is black and blue/I wanna stay and fight for us/Fight like hell before I give up".
Det fjärde spåret, "Love and War", är en piano-driven ballad som handlar om en skakig relation. Låten skrevs av Braxton, LaShawn Daniels och Makeba Riddick och producerades av DJ Camper. Essence Magazine ansåg att den var en "gripande ballad om upp-och-nedgångarna i ett äktenskap". Uppföljaren "All the Way Home" beskrevs som en "medryckande midtempo-produktion" med "storartat sång-framförande". I balladen sätter sig framföraren i sin bil efter ett bråk med pojkvännen som hon sedan tänker på hela vägen hem. Efter flera ballader påbörjas en dansantare del av skivan med den två minuter långa "One on One Fun" som skrevs av Braxton, Daniels, Angela Hunte och Thomas Wesley Pentz. Den Diplo-producerade låten jämfördes med musik utgiven av artister som Rihanna och Selena Gomez. Spåret går hand i hand med uppföljaren "She Did That" som har en "dundrande" basgång och producerades av Da Internz. I refrängen upprepas meningen "She did that/Yeah did it, turn up".
| Vid utgivningen av Love and War jämfördes låtar som "One on One Fun" och "She Did That" med musik av Rihanna och Selena Gomez. |  | Vid utgivningen av Love and War jämfördes låtar som "One on One Fun" och "She Did That" med musik av Rihanna och Selena Gomez. |
| Vid utgivningen av Love and War jämfördes låtar som "One on One Fun" och "She Did That" med musik av Rihanna och Selena Gomez. |  | |

Det åttonde spåret på Love and War är "Hot Sugar", en ytterligare upptempo-produktion. Den tre minuter och trettio sekunder långa låten skrevs av Braxton, Kyle Stewart II, Daniels och Riddick. Låttexten handlar om att "ge sin man vad han vill ha" och Braxton sjunger i refrängen: "I'll be his sweet little mama all the time/And we can do it now or later that's fine/He want that sugar, He want that sugar". Love and War fortsätter med "Pieces" en ballad där framföraren sjunger att hon vill ha mer än bara "delar" av sin partners kärlek. Låten, som pågår i tre minuter och trettionio sekunder, komponerades av Bryan-Michael Cox, Kendrick A.J. Dean och Brandon Sewell. Braxton upplevdes av kritiker som "kraftfull" men "sårbar" på spåret där hon sjunger: "I tried a thousand times/Told my heart a thousand lies". I en intervju med LLS TV avslöjade Braxton att hon och Herbert var nära att börja bråka om låtens brygga skulle skrivas om eller inte.
Midtempo-spåret "Where It Hurts" är det tionde spåret på albumet. Låten skrevs av Braxton, Cox, Daniels, Patrick "j.Que" Smith och Kenneth "Babyface" Edmonds. Över enkla trumslag undrar framföraren vart sin älskare har ont så hon kan läka såren. I refrängen använder Braxton sin falsett och sjunger: "Will you just show me where it hurts/I can kiss away the pain". I uppföljaren, "Prettiest Girl", sjunger Braxton att sin partner får henne att känna sig som den "vackraste tjejen på jorden". "Sound of Love" är en slow jam som skrevs av Braxton, Ricardo Lamarre och Tiyon "TC" Mack. Den fyra minuter och sju sekunder långa stycket producerades av Rico Beats och beskrevs som en "mjuk" och "intim" låt där framföraren sjunger: "Tonight, just hold my body and don’t ever let go/Just kiss the places that keeps me wanting more." "White Candle", en av Tamar Braxtons personliga favoriter, är en akustisk ballad som recensenter beskrev som "uppfriskande". Låten skrevs och producerades av Braxton, Mack, Eric Mobley och Ursula Yancy. Albumets sista spår är "Thank You Lord" som sångaren använder som sitt eget tackmeddelande.

## Lansering och marknadsföring

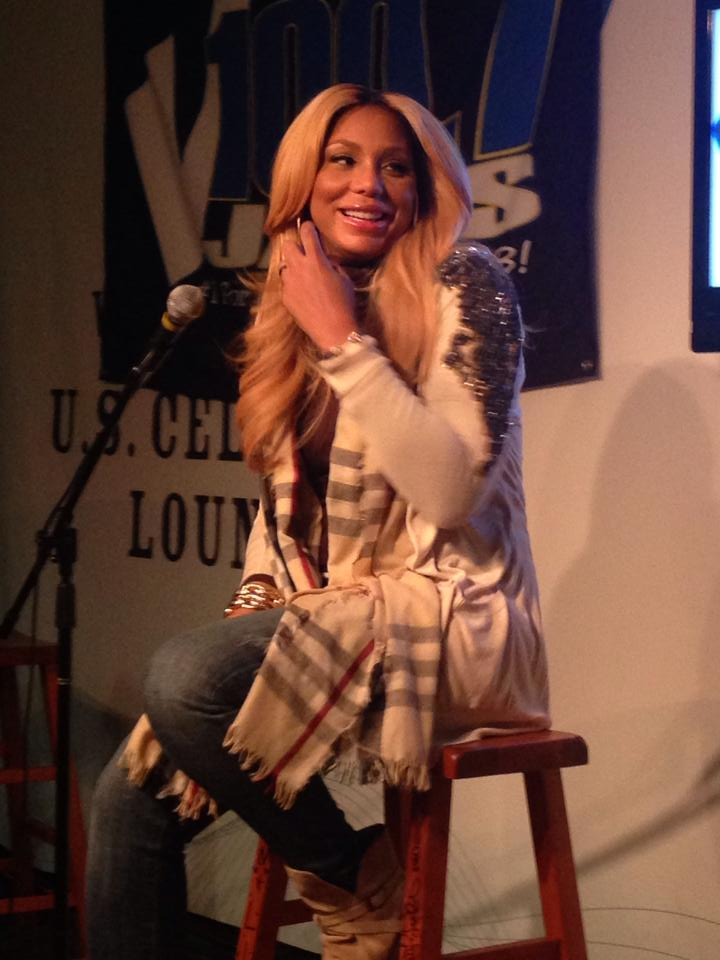
Braxton under Meet & Greet V-100 i december 2013.

Den 14 december meddelade Braxton via radioprogrammet Power 99's Rise & Grind Morning Show att hon planerade att ge ut Love and War den 12 februari 2013. I början av 2013 meddelade Rap-Up att skivans utgivningsdatum hade flyttats fram på grund av Braxtons graviditet. En kort tid senare bekräftade sångaren ryktet. I juli meddelade Braxton via radiostationen Z107.9 att skivan skulle släppas den 3 september 2013. Love and War marknadsfördes både i radio och TV. Den 7 augusti 2013, inför möjligheten att förhandsboka albumet, sågs Braxton i Chelsea Lately. Den 12 augusti besökte hon Fashion Police och två dagar senare Bravos Watch What Happens Live. Veckan innan utgivningen såldes skivan 10.99 dollar på iTunes medan fysiska exemplar erbjöds för endast 3.99 via Braxtons officiella hemsida. Exemplaren via hemsidan levererades även med signerade litografier. De första 400 fansen som köpte sångarens album fick ett armband som gav inträde till en exklusiv skivsignering vid Best Buy i Valley Stream, New York.
Den 3 september sågs Braxton i Good Morning America där hon framförde en medley av "Love and War", "The One" och "All the Way Home". Marknadsföringsturnén fortsatte nästa dag med stopp vid Live With Kelly & Michael, NBC NY Live, Hot 97, Sirius XM, WBLS, Logo TV, VH1 och Time Inc Studios. Följande dag gästade hon Late Night With Jimmy Fallon och satt med i programmets band under hela sändningstiden. Den 7 september sändes en 30 minuter lång TV-special på Centric. I programmet framförde Braxton flera låtar från skivan och berättade om skivans innehåll. Den 28 september uppträdde hon vid iTunes-festivalen i London, Storbritannien tillsammans med artister som Lady Gaga, Justin Timberlake, Katy Perry och John Legend. Den 30 september gjorde hon sin första spelning i Frankrike i Nouveau Casino, Paris. Den 1 december är sångaren planerad att uppträda vid den årliga amerikanska galan The Soul Train Awards tillsammans med artister som Jennifer Hudson, Chrisette Michele och Joss Stone.

### Made To Love Tour

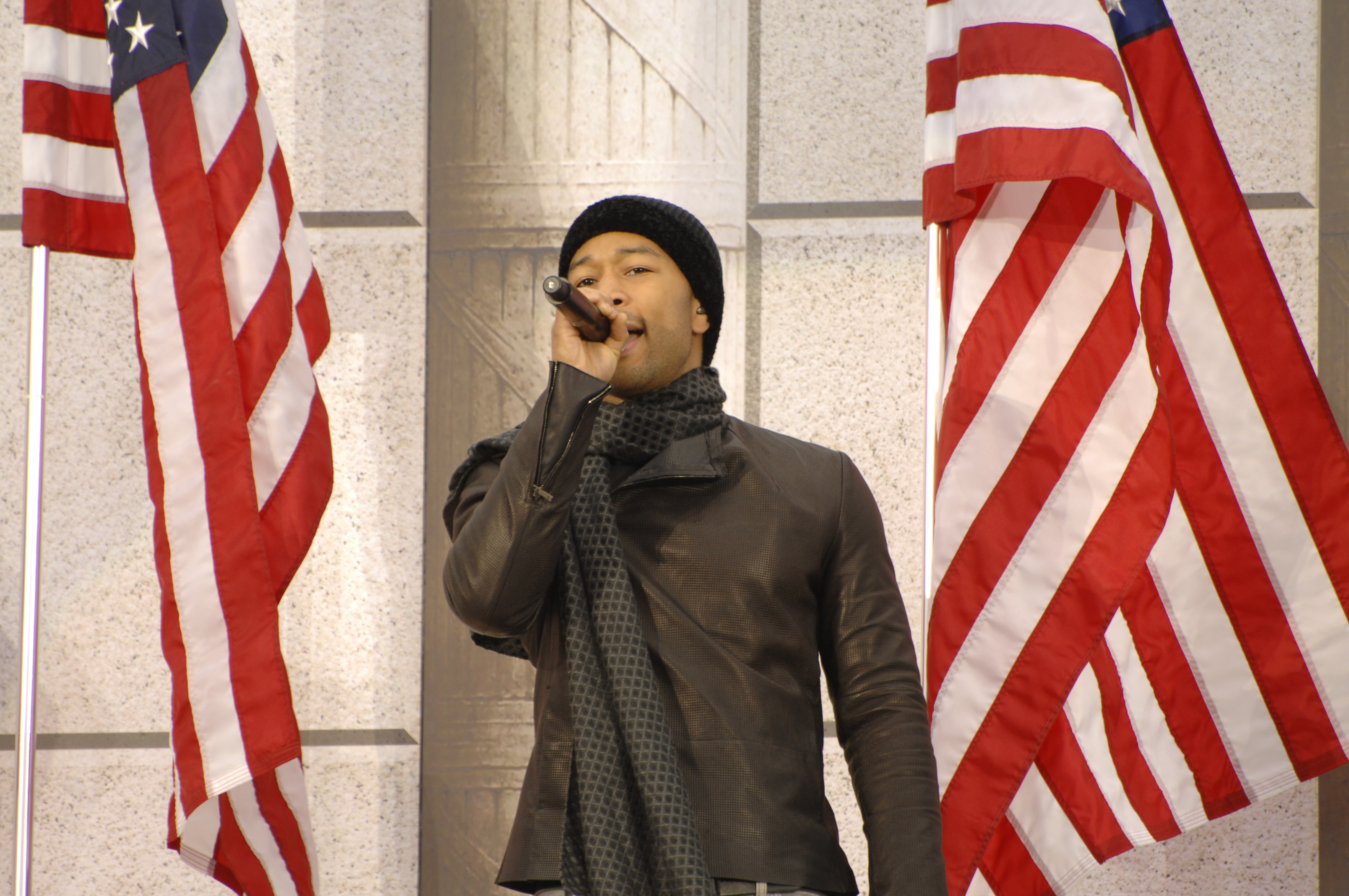
Braxton planeras att framföra sina låtar på John Legends turné.

I juli 2013 avslöjade BET att Braxton skulle uppträda som förband på R&B-sångaren John Legends nationella turné Made To Love Tour. I en intervju berättade sångaren: "Jag ska vara öppningsakt åt John Legend och jag är väldigt exalterad! Vi har börjat öva nu och han är fantastisk. Innan min skiva kom ut, innan han ens visste om jag skulle lyckas sälja ett album sa han: 'Jag vill att Tamar Braxton ska sjunga före mig'. Det var en fantastisk känsla." Turnén marknadsförde Legends femte studioalbum Love in the Future som släpptes den 3 september 2013. Enligt Rap-Up blir första stoppet i Mashantucket, Connecticut den 20 oktober 2013. Turnén pågår sedan i sex veckor och det sista stoppet blir den 1 december i Los Angeles, Kalifornien.

## Singlar
Balladen "Love and War" gavs ut som skivans huvudsingel den 6 december 2012. Låten märkte Braxtons debut hos Epic och blev hennes första officiella singelutgivning sedan "If You Don't Wanna Love Me" (2000). "Love and War" ansågs bli sångarens genombrott på musikmarknaden. Första veckan efter utgivning hade låten sålts i 84.000 exemplar. Den nådde som högst plats 57 på Billboard Hot 100 och blev Braxtons första topp-tjugo notering på Hot R&B/Hip-Hop Songs och hennes första topp-tio hit på listan R&B Songs. "Love and War" blev en radiohit som var särskilt framgångsrik på amerikansk Urban AC-radio där den tillbringade över tjugotre veckor, varav sju som etta. Musikkritiker bemötte kompositionen med övervägande positiv kritik medan Braxtons röst och sångframförande genererade jämförelser med systern Toni Braxton och Mariah Carey. Vid den amerikanska prisceremonin BET Awards 2013 bidrog "Love and War" till nomineringar i kategorierna "Best Female R&B Artist" och "Centric Award". Braxton förlorade den förstnämnda till artisten Rihanna men vann den andra.
"The One" gavs ut som skivans andra singel den 7 maj 2013. Den bemöttes med övervägande positiv kritik från musikrecensenter. Låten förutspåddes bli en sommarhit och utsågs till en av höjdpunkterna på skivan. "The One" blev Braxtons andra topp-tio hit på Billboard-listan R&B Songs och nådde plats 34 på Hot R&B/Hip-Hop Songs. Låten blev även Braxtons andra radiohit i rad och nådde andraplatsen på listan över Urban AC. Musikvideon till "The One" filmades i april 2013 på Santa Monica-piren i Kalifornien. Den regisserades av Gil Green och hade premiär på Braxtons officiella VEVO-kanal den 30 maj 2013. "All the Way Home" gavs ut som den tredje singeln från Love and War och hade premiär på SoundCloud den 21 augusti 2013.

## Mottagande
Love and War mottog mestadels positiv kritik från musikrecensenter. Andy Kellman vid AllMusic gav skivan tre av fem stjärnor och skrev: "Istället för att sikta in sig på dem som gjorde sig kända under samma tid som Braxton verkar Love and War vara skapad för att tävla med Ciara, Rihanna, Trey Songz och kanske även Keyshia Cole. Långsammare och mera atmosfäriska produktioner som 'Stay and Fight', 'All the Way Home' och 'Sound of Love' passar henne bäst och ger prov på hennes övertygande förmåga. Med tanke på alla artister som kommit och gått sedan 2000 borde hon ha ytterligare tre eller fyra album under bältet. De lättsamma numren - som Keri Hilson-inspirerade 'Tip Toe', genomträngande 'Hot Sugar' och Mike Will-liknande stripp-låten 'She Did That' - är ingen match för de tyngre kompositionerna som verkar vara hämtade ur Braxtons eget liv." Kathy Iandoli vid tidskriften Vibe Magazine var också positiv till albumet och skrev: "Love and War är stundtals överallt, men det är helt okej. Projektet är vackert och galet perfekt, något som vi kommit att förvänta oss av Tamar Braxton. Det behövdes en dos av reality-tv för att få oss att uppmärksamma Tamars musikaliska verklighet. Nu har dock alla sappat rätt kanal."
Rick Florino, en skribent vid Artist Direct, gav albumet fem stjärnor av fem möjliga. Florino skrev: "Samlingen svänger från den kraftfulla soulen på 'Stay and Fight' och 'Pieces' till den upplyftande 'The One'. Det är vid de lugnare tillfällena som divans röst når ikoniska höjder. Bryggan på 'All the Way Home' påminner om Whitney men är ändå Tamar. Hon vet också hur man har kul, som på den sexiga 'Hot Sugar' och den skräddarsydda klubblåten 'Tip Toe'". Brent Faulkner vid Starpulse ansåg att skivan inte var särskilt imponerande men att Braxton några av albumspåren var "strålande". I sin sammanfattning av skivan skrev Faulkner: "Love and War är ett stadigt försök men inte någon trendsättare." Han elaborerade: "Braxton har en vacker röst, särskilt när hon tillåter sig att släppa lös. Tyvärr lider albumet av en del ojämnheter och några låtval sinkar Braxton. Att marknadsföra sig så brett som möjligt är ett förståeligt mål men några av hiphop kompositionerna passar inte in med den annars så sofistikerade Tamar Braxton." Shehnaz Khan, en skribent vid Yahoo Music ansåg att Love and War bevisade att R&B-genren inte var "död". Khan skrev: "Love and War är allt en klassisk R&B-platta ska vara och det gör saken inte mindre fantastisk att Tamars röst är otrolig." Recensenten fortsatte: "Skivan är en samling med relaterbara låtar, vilket du kommer märka när du lyssnar på den. Den visar en äktare sida av Tamars personlighet. Det enda negativa är upptempospåren som inte håller måttet jämfört med balladerna. Men vem behöver egentligen bättre upptempo-låtar när man har en röst som Tamar?" Khan avslutade recensionen med att klargöra: "R&B 2013 handlar om en sak - Love and War."
Webbplatsen Soul Bounce skrev: "Trots att det ibland verkar som om hon försöker tävla med yngre artister är Love and War ett stadigt album som visar hur talangfull Braxton faktiskt är. Särskilt på materialet som tillåter hennes rika honungslena toner. Baserat på vad vi har hört hittills blir det mer och mer klart att hennes tid som bakgrundssångare är över." Edward T. Bowser, en skribent vid webbplatsen You Know I Got Soul var inte lika imponerad. Han skrev: "De största bristerna på Love and War är upptempo-spåren. 'Hot Sugar' är irriterande, upprepande och alldeles för simpel. Likaså 'One on One Fun' och 'She Did That'. Som tur är är dessa spår relativt korta. 'Tip Toe' är minst förargelseväckande av de hiphop-influerade låtarna men Tamar låter inte bekväm. Verser som 'I don’t want my business on the Wendy Williams Show' låter falskt. Med detta i åtanke känns plattan ojämn." Brittany Bryant vid EGL skrev: "Det är med säkerhet man kan säga att tack vare Tamar Braxton har R&B-genren nått nya höjder. Skivan lever verkligen upp till sitt namn - varenda en av de 14 spåren berättar om olika delar i en relation. Från vackra tillfällen till svårare stunder." Bryant avslutade sin recension med att skriva: "Om du trodde R&B-genren hade dött är det dags att tänka om! Braxton levererade något som är vad alla frågat efter, och kanske lite mer."

### Priser och nomineringar
Albumets titelspår bidrog till nomineringar i kategorierna "Best Female R&B Artist" och "Centric Award" vid den amerikanska prisceremonin BET Awards 2013 . Braxton förlorade den förstnämnda till artisten Rihanna men vann den andra. Arbetet på skivan bidrog även med fem Soul Train Music Awards-nomineringar. Bland annat i kategorierna "Best New Artist", "Best R&B/Soul Female Artist" och "Song of the Year" (för "Love and War").

## Kommersiell prestation
Den 6 september rapporterade Billboard att Love and War beräknades sälja 110.000 till 115.000 exemplar första veckan efter utgivning. Braxton tävlade mot Ariana Grande om förstaplatsen på Billboard 200 då hennes debut, Yours Truly, beräknades sälja 115.000 till 120.000 exemplar. Den 11 september debuterade Love and War på Billboards topplistor. Skivan sålde 114 000 exemplar och kom in på andra respektive förstaplatsen på Billboard 200 och Top R&B/Hip-Hop Albums. Detta blev den högsta första veckas försäljningen av en kvinnlig R&B-artist sedan November 2012 då Alicia Keys album Girl on Fire såldes i 159 000 exemplar. 45 procent av försäljningen (51 000 kopior) av Love and War kom från digitala nedladdningar. 61 000 kopior kom från den fysiska försäljningen vilket gjorde albumet till det bäst säljande i kategorin. Med debuten Tamar på plats 42 på amerikanska R&B-albumlistan den 8 april 2000 slog Braxton ett rekord enligt Billboard. När Love and War nådde förstaplatsen på listan blev hon den artist med längst tid mellan första noteringen och en albumetta. Det tidigare rekordet hölls av Angie Stone som väntade åtta år och två veckor.
Andra veckan efter utgivning såldes 35 000 exemplar av Love and War och försäljningen sjönk med 70 procent. Skivan föll till plats åtta respektive fyra på Billboard 200 och Top R&B/Hip-Hop Albums. Tredje veckan sålde skivan 20 000 exemplar och behöll därmed sin plats på R&B-listan. På Billboard 200 tappade den tre placeringar och noterades på elfteplatsen.

## Låtlista
| 1.           | "The One"          | Tamar Braxton, Christian Ward, Shaunice Lasha Jones, LaShawn Daniels, James Mtume, Sean Combs, Jean-Claude Oliver, Christopher Wallace, Kevin Erondu                                | K.E. on the Track                    | 2:53  |
| 2.           | "Tip Toe"          | Braxton, Daniels, Marcos Palacios, Ernest Clark, Priscilla Renea, Ericka J. Coulter                                                                                                 | Da Internz                           | 2:57  |
| 3.           | "Stay and Fight"   | Christopher Stewart, Lindsay Gilbert, Sergio Van Gonter | Tricky Stewart, Kuk Harrell, Braxton | 4:00  |
| 4.           | "Love and War"     | Braxton, Darhyl Camper, Jr., Daniels, Makeba Riddick | DJ Camper                            | 4:02  |
| 5.           | "All the Way Home" | Harvey Mason Jr., Damon Thomas, Michael Daley, Amber "Sevyn" Streeter, Steven "Lil Steve" Russell                                                                                   | The Underdogs, Daley                 | 4:22  |
| 6.           | "One on One Fun"   | Braxton, Daniels, Angela Hunte, Thomas Wesley Pentz | Diplo, Hunte                         | 1:56  |
| 7.           | "She Did That"     | Palacios, Clark, Daniels, Riddick | Da Internz                           | 1:17  |
| 8.           | "Hot Sugar"        | Braxton, Kyle Stewart II, Daniels, Riddick | Kyle "K2" Stewart II                 | 3:33  |
| 9.           | "Pieces"           | Bryan-Michael Paul Cox, Kendrick A.J. Dean, Streeter, Anthony Franks, Brandon Sewell, Ashley Rose Collier, Michael "M. Bass" Elemba, Jasper Murray, Delante Murphy, Quentin Deberry | Cox, SCMG, Dean, Sewell              | 3:39  |
| 10.          | "Where It Hurts"   | Braxton, Cox, Daniels, Patrick "j.Que" Smith, Kenneth "Babyface" Edmonds | Cox, SCMG, Smith                     | 3:45  |
| 11.          | "Prettiest Girl"   | Braxton, Tiyon "TC" Mack, Troy Oliver | Oliver, Mack                         | 4:10  |
| 12.          | "Sound of Love"    | Braxton, Ricardo Lamarre, Mack | Rico Beats                           | 4:07  |
| 13.          | "White Candle"     | Braxton, Mack, Eric Mobley, Ursula Yancy | Mobley, Mack                         | 4:16  |
| 14.          | "Thank You Lord"   | Tramaine Winfrey, Mack | Young Fyre                           | 3:20  |
| Total längd: | Total längd:       | Total längd: | Total längd:                         | 48:17 |

| 15.          | "Black Tears" | Braxton, Mack | D'Mile       | 4:09  |
| Total längd: | Total längd:  | Total längd:  | Total längd: | 52:26 |

### Samplingar och interpolationer
- "The One" samplar "Juicy Fruit" (1983) framförd av den amerikanska sångaren James Mtume. "The One" interpolerar också textverser från kompositionen "Juicy" framförd av The Notorious B.I.G., skriven av Sean Combs, Mtume, Jean Claude Oliver och Christopher Wallace.[77]

## Musikmedverkande
- Information hämtad från Barnes & Noble[24]

Kreativitet och ledning
| - Julian Peploe; fotografi - JP Robinson, Tamar Braxton; design - Vincent Herbert; manager - Marsha St. Hubert; marknadsföring - Lauren Ceradini; publicist |

Framföranden
- Tamar Braxton; huvudsång, bakgrundssång
- Kendrick Dean; stränginstrument
- Brandon Sewell "Tec Beatz"; trummor
- Tiyon Mack; bakgrundssång
- K.E. On the Track; bakgrundssång
- Eric Mobley; gitarr
- Andy Ricardo De Rooy; keyboards

Tekniskt
| - Sean Combs; kompositör - James Mtume; kompositör - L.A. Reid; chefsproducent - Kyle Stewart; kompositör - Pat Thrall; sångproducent - Damon Thomas; kompositör - Kenneth "Babyface" Edmonds; kompositör - Kuk Harrell; sångproducent - Mike Donaldson; ljudtekniker - Gene Grimaldi; mastering - Paul Foley; ljudtekniker - Harvey Mason Jr.; kompositör, producent, instrument - LaShawn Daniels; kompositör - Andrew Hey; ljudtekniker - Troy Oliver; kompositör, producent - Christopher Wallace; kompositör - Tamar Braxton; kompositör, sångproducent - Bryan-Michael Cox; kompositör, producent - Michael Daley; kompositör, producent - Diplo; producent - Angela Hunte; kompositör, producent - Makeba Riddick; kompositör - Miguel Lara; ljudtekniker - Kendrick Dean; producent, ljudtekniker - Clifford Henson; ljudtekniker - Patrick "J Que" Smith; kompositör - Brandon Sewell "Tec Beatz"; kompositör, programmering, producent - Jeff Edwards; ljudtekniker - Christian Ward; kompositör - Da Internz; producent - Priscilla Renea; producent - David Boyd; ljudtekniker - Kevin Erondu; kompositör | - Tricky Stewart; producent - Marcos Palacios; kompositör - Tiyon Mack; kompositör, producent, sångproducent - Tramaine Winfrey; kompositör - Anthony Franks; kompositör - Jean Claude Olivier; kompositör - Brian "B-Luv" Thomas; ljudtekniker - Ursula Yancy; kompositör - Steven "Lil Steve" Russell; kompositör - Kendrick A.J. Dean; kompositör - Ernest Clark; kompositör - Thomas Wesley Pentz; kompositör - Tramaine "Youngfyre" Winfrey; producent - Kyle Stewart II; producent - Rico Beats; producent - Christopher Stewart; kompositör - Amber Streeter; kompositör - Ashley Collier; kompositör - K.E. On the Track; kompositör - Ricardo Lamarre; kompositör - Eric Mobley; kompositör, producent - Darhyl "DJ" Camper Jr.; kompositör - Mike Daley; instrument - Ericka J. Coulter; kompositör - Shaunice Lasha Jones; kompositör - DJ Camper; producent - Quentin Deberry; kompositör - Sergio Van Gonter; kompositör - Michael "M. Bass" Elemba; kompositör - Lindsay Gilbert; kompositör - Jasper Murray; kompositör - Delante Murphy; kompositör |

## Topplistor
| Lista (2013)                         | Topplacering |
| ------------------------------------ | ------------ |
| Storbritannien (UK R&B Albums Chart) | 34           |
| USA (Billboard 200)                  | 2            |
| USA (Top R&B/Hip-Hop Albums)         | 1            |

## Utgivningshistorik
| Region         | Datum            | Skivbolag                | Katalognummer |
| -------------- | ---------------- | ------------------------ | ------------- |
| Storbritannien | 3 september 2013 | Epic Records             | B00DX5WGTW    |
| USA            | 3 september 2013 | Streamline, Epic Records | B00DX5WGTW    |
| Sverige        | 6 september 2013 | Sony Music               | i.u.          |